# Marko Bajić
Marko Bajić (ur. 28 września 1985 w Belgradzie) – serbski piłkarz występujący na pozycji pomocnika w polskim klubie Bytovia Bytów. W trakcie swojej kariery reprezentował także barwy takich zespołów, jak Modriča Maxima, Górnik Zabrze, Lechia Gdańsk, Al-Madina oraz Górnik Łęczna.